# Palechori Morfu
Palechori Morfu (gr. Παλαιχώρι Μόρφου) – wieś w Republice Cypryjskiej, w dystrykcie Nikozja. W 2011 roku liczyła 686 mieszkańców.